# Pablo Sáez Alonso-Muñumer
Pablo Sáez Alonso-Muñumer (Valladolid, 11 de junio de 1964) es un economista y político español. Diputado por Vox en el Congreso de los Diputados en representación de la circunscripción de Valladolid (desde 2019).

## Biografía
Pablo Sáez nació en Valladolid (1964). Tras estudiar en el colegio de San José, de la capital vallisoletana, se licenció en Ciencias Económicas y Empresariales en la Universidad de Valladolid, y completó su formación universitaria con un máster en Derecho Tributario y Asesoría Fiscal, en Cerem Global Business School (Madrid); un Programa de Desarrollo Directivo (PDD) y un Programa de Liderazgo para la Gestión Pública (PLGP), en el IESE Business School. Es Auditor Censor Jurado de Cuentas.
Ha trabajado durante cerca de treinta años en funciones financieras y de dirección en multinacionales líderes, en los sectores de servicios profesionales de auditoría, consultoría, gestión de riesgos y correduría de seguros.

### Carrera política
Se afilió a Vox desde su fundación, en marzo de 2014. Ha sido Vicesecretario Nacional del Consejo Político. Es Miembro del Comité Ejecutivo Nacional y tesorero nacional del partido.Durante las elecciones generales españolas de abril de 2019, se presentó como candidato del partido en la circunscripción de Valladolid, siendo elegido miembro del Congreso de los Diputados. Fue reelegido nuevamente en las elecciones generales de noviembre de 2019 y en las elecciones generales de 2023. 
Entre otros cargos en el Congreso de los Diputados, es portavoz de las siguientes Comisiones: Comisión de Hacienda y Función Pública; Comisión de Presupuestos; Comisión de Economía, Comercio y Transformación Digital; Comisión de seguimiento y evaluación de los acuerdos del Pacto de Toledo (desde 2023).
Esta casado y tiene dos hijos.